# Embelia bataanensis
Embelia bataanensis är en viveväxtart som beskrevs av Elmer Drew Merrill. Embelia bataanensis ingår i släktet Embelia och familjen viveväxter. Inga underarter finns listade i Catalogue of Life.